# الياسمين (القاهرة الجديدة)
الياسمين هي حي من أرقى أحياء القاهرة الجديدة في التجمع الخامس، بسبب احتواء الحي علي تقسيم الفيلات فقط، فلا يتواجد بها تقسيم عمارات سكنية، الأبنية عبارة عن تقسيم فيلات، تنقسم منطقة فيلات الياسمين إلى ثمانية أحياء.

## موقع
يحد مدينة الياسمين من الشمال محور السادات، ومن الجنوب شارع التسعين الشمالى، ومن الشرق طريق أحمد شوقي، ومن الغرب محور مصطفي كامل.